# Narodni muzej Zadar
Narodni muzej Zadar utemeljen je 1832. godine u Zadru. To ga čini drugim najstarijim muzejem u Republici Hrvatskoj. Muzej je osnovan da prikupi uzorke iz prirodnih znanosti, starina, te narodne i industrijske djelatnosti. Za posjetitelje omogućena je kupnja muzejskih kataloga, plakata i razglednica u izložbenim prostorima gdje se prodaju ulaznice.
Dobitnik je Nagrade Grada Zadra 2013. „za unapređenje muzejske djelatnosti u cilju očuvanja baštine te cjelovitog kulturnog i društvenog razvoja grada Zadra.”